# Rio Gagai
O Rio Gagai é um rio da Romênia, afluente do Amaradia, localizado no distrito de Gorj.